# Bolt Arena
La Bolt Arena è lo stadio che ospita le partite in casa del HJK Helsinki, che attualmente milita nella Veikkausliiga.
Lo stadio ha cambiato diversi nomi:
- Töölön jalkapallostadion (nome alternativo)
- Finnair Stadium (2000 - agosto 2010)
- Sonera Stadium (agosto 2010 - aprile 2017)
- Telia 5G -areena (aprile 2017 - gennaio 2020)
- Bolt Arena (da gennaio 2020).

Nel luglio del 2006 è stato installato un nuovo manto erboso artificiale. Si trova vicino allo Stadio Olimpico di Helsinki, utilizzato per eventi sportivi come le Olimpiadi, ospitate nel 1952.
Alcune volte viene usato per le partite della Nazionale di calcio finlandese. Nel 2003 ha ospitato anche la finale del Campionato mondiale di calcio Under-17.
Ha ospitato 11 volte il Vaahteramalja, finale del campionato finlandese di football americano.

## Incontri

### Calcio

#### Squadre nazionali

##### Mondiale Under-17 2003
| Arbitro: | Eric Braamhaar |

|             |           |  |
| Leonardo 7’ | Marcatori |  |

##### Europeo femminile 2009
| Arbitro: | Gyöngyi Krisztina Gaal |

|                 |           |                            |
| Apanaščenko 63’ | Marcatori | 49’ Sand Andersen 87’ Pape |

| Arbitro: | Dagmar Damkova |

|                                |           |                             |
| Carney 24’ Aluko 32’ Smith 42’ | Marcatori | 2’ Cybutovič 22’ Kurochkina |

| Arbitro: | Alexandra Ihringova |

|               |           |           |
| Storløkken 4’ | Marcatori | 16’ Abily |

| Arbitro: | Bibiana Steinhaus |

|              |           |                                              |
| Svensson 80’ | Marcatori | 39’ (aut.) Segerström 45’ Giske 60’ Pedersen |

| Arbitro: | Kirsi Heikkinen |

|                                               |           |               |
| Laudehr 59’ Okoyino da Mbabi 61’ Bajramaj 90’ | Marcatori | 10’ Herlovsen |

#### Club

##### Finali di Suomen Cup
| Arbitro: | Jouni Hyytiä |

|               |           |                         |
| Joenmäki 119’ | Marcatori | 108’ Litmanen 116’ Ring |

| Arbitro: | Mattias Gestranius |

|               |           |  |
| Mäkijärvi 23’ | Marcatori |  |

| Arbitro: | Antti Munukka |

|                  |           |                   |
| Kokko 78’ (rig.) | Marcatori | 90+1’ Voutilainen |

| Arbitro: | Nevalainen |

|                                     |                      |                             |
| Kandji Perovuo Väyrynen Baah Savage | Tiri di rigore 5 – 3 | Ojala Aho Nyman Gruborovics |

### Football americano

#### Squadre nazionali
| Helsinki 26 aprile 1995 Qualificazioni Euro '95 - Zona Nord | Finlandia | 34 – 7 | Svezia | Töölön jalkapallostadion |

#### Club

##### Finali di campionato
| Arbitri: | Hautala Immonen A. Anttila Kalliokoski Lamminsalo |

| |           | |
| Peyton 11':52" Q1 (TD) 80yd kickoff return I. Laitinen Q1 (pat) R. Johnson 4':37" Q1 (TD) 1yd run I. Laitinen Q1 (pat) R. Ciasulli 0':59" Q1 (TD) 9yd pass from R. Johnson I. Laitinen 0':00" Q2 (FG) 22yd D. Hollis 7':42" Q3 (TD) 50yd pass from R. Johnson K. Linnainmaa Q3 (tpc) pass from R. Johnson A. Kuronen 4':21" Q3 (TD) 15yd pass from R. Johnson I. Laitinen Q3 (pat) R. Johnson 10':40" Q4 (TD) 1yd run I. Laitinen Q4 (pat) R. Johnson 3':45" Q4 (TD) 8yd run I. Laitinen Q4 (pat) | Marcatori | Sagne 3':18" Q1 (TD) 56yd pass from C. Johnson P. Yli-Kujala Q1 (pat) C. Johnson 0':48" Q2 (TD) 21yd run P. Yli-Kujala Q2 (pat) P. Yli-Kujala 7':52" Q3 (FG) 26yd Sagne 7':27" Q3 (TD) 74yd pass from C. Johnson P. Yli-Kujala Q3 (pat) T. Mankki 6':08" Q4 (TD) 26yd pass from J. Brescacin P. Yli-Kujala Q4 (pat) |

| Helsinki 13 settembre 2014, ore 18:00 XXXV Vaaterahmalja | Helsinki Roosters                             | 21 – 7 (7-0 0-0 7-0 7-7) referto | Turku Trojans | Sonera Stadium (3015 spett.)\| Arbitri: \| Lamminsalo Immonen Sipi Kalliokoski T. Jansen \| |
| Arbitri:                                                 | Lamminsalo Immonen Sipi Kalliokoski T. Jansen |                                  |               |                                                                                             |

| Helsinki 12 settembre 2015, ore 18:30 XXXVI Vaaterahmalja | Seinäjoki Crocodiles                            | 31 – 45 (7-7 10-10 7-21 7-7) referto | Helsinki Roosters | Sonera Stadium (2909 spett.)\| Arbitri: \| Lamminsalo Hautala Sipi J. Riihijarvi T. Jansen \| |
| Arbitri:                                                  | Lamminsalo Hautala Sipi J. Riihijarvi T. Jansen |                                      |                   |                                                                                               |

| Helsinki 3 settembre 2016, ore 18:30 XXXVII Vaaterahmalja | Seinäjoki Crocodiles | 0 – 10 (0-0 0-7 0-3 0-0) referto | Helsinki Roosters | Sonera Stadium (2674 spett.)\| Arbitro: \| Lamminsalo \| |
| Arbitro:                                                  | Lamminsalo           |                                  |                   |                                                          |

| Helsinki 9 settembre 2017, ore 18:00 XXXVIII Vaaterahmalja | Helsinki Roosters | 37 – 9 (14-2 7-7 6-0 10-0) referto | Wasa Royals | Telia 5G -areena (2803 spett.)\| Arbitro: \| Lamminsalo \| |
| Arbitro:                                                   | Lamminsalo        |                                    |             |                                                            |

| Helsinki 15 settembre 2018, ore 18:00 XXXIX Vaaterahmalja | Helsinki Roosters | 44 – 14 | Kuopio Steelers | Telia 5G -areena |